# يوهان فرنك
يوهان فرنك (بالألمانية: Johann Franck)‏ هو كاتب وشاعر ألماني، ولد في 1 يونيو 1618 في غوبن في ألمانيا، وتوفي بنفس المكان في 18 يونيو 1677.

## وصلات خارجية
- يوهان فرنك على موقع ميوزك برينز (الإنجليزية)
- يوهان فرنك على موقع ديسكوغز (الإنجليزية)